# Woche der Winterbereitschaft und des Brandschutzes

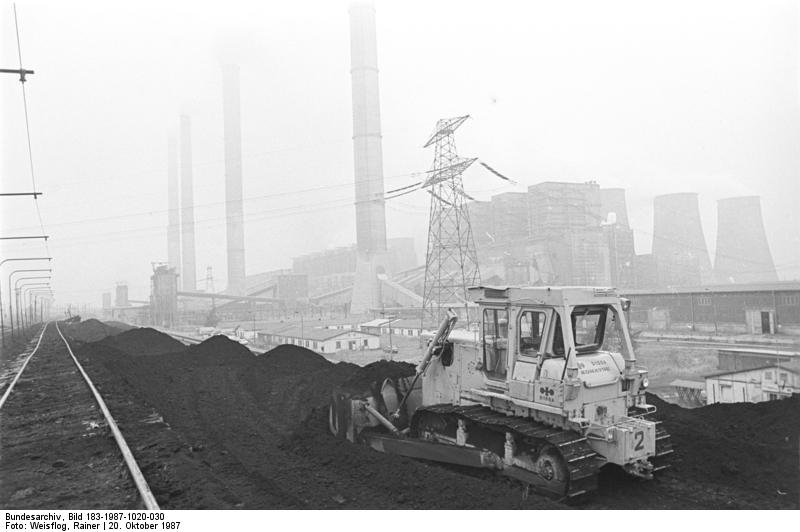
Aufschütten von zusätzlichen Kohlehalden im Großkraftwerk Boxberg (1987)

Die Woche der Winterbereitschaft und des Brandschutzes (häufig auch nur als Woche der Winterbereitschaft bezeichnet) war die offizielle Bezeichnung für in der DDR republikweit durchgeführte Maßnahmen, in denen es um die Vorbereitungen für den nahenden Winter und um Brandverhütung ging.
Die „Woche der Winterbereitschaft und des Brandschutzes“ fand erstmals im Oktober 1964 statt und wurde bis 1990 jährlich im Herbst durchgeführt (In den 1950er-Jahren gab es bereits einen Tag der Winterbereitschaft). Maßnahmen waren unter anderem:
- Hausmeister, Betriebe und Vermieter hatten zu überprüfen, ob Streumaterial bevorratet wurde und ob ihre Schneeschieber und andere Räumgeräte noch vorhanden und in Ordnung sind.
- Sicherstellung von ausreichend Futtervorrat in den landwirtschaftlichen Betrieben.[2]
- Aufschütten von zusätzlichen Kohlehalden für den erhöhten Energiebedarf während der Wintermonate.
- Bevorratung mit Arzneimitteln in den Apotheken und Kliniken.[3]
- Kontrollen über die Einhaltung der vorbeugenden Brandschutzmaßnahmen in allen Betrieben, Schulen und Kindergärten, in Handelseinrichtungen und in Wohnstätten.[4]
- Breite allgemeine Öffentlichkeitsarbeit zum brandschutzgerechten Verhalten.